# كيس برودريك
كيس برودريك هو قاضي ومحامي وسياسي أمريكي، ولد في 23 سبتمبر 1839 في ماريون في الولايات المتحدة، وتوفي في 1 أبريل 1920 في هولتون في الولايات المتحدة. نشط حزبياً في الحزب الجمهوري. وقد انتخب عضو مجلس ولاية كانساس ‏ وانتخب عضو مجلس النواب الأمريكي.